# Eragrostis curvula
El pasto llorón Eragrostis curvula es una especie perenne, ocasionalmente anual, del género Eragrostis de la familia de las poáceas o gramíneas. Utilizada como pasto y forraje para el ganado.

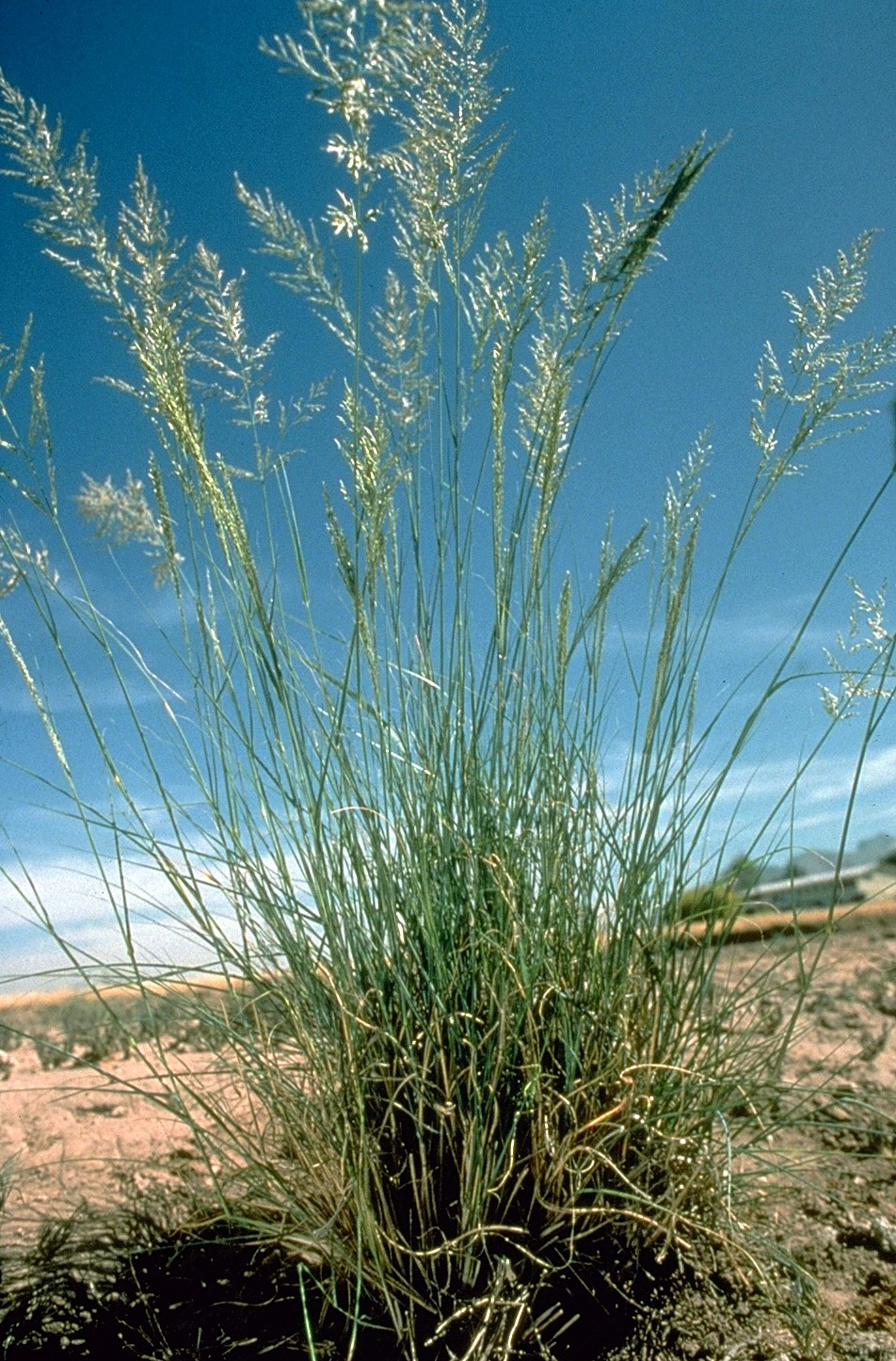
Vista de la planta

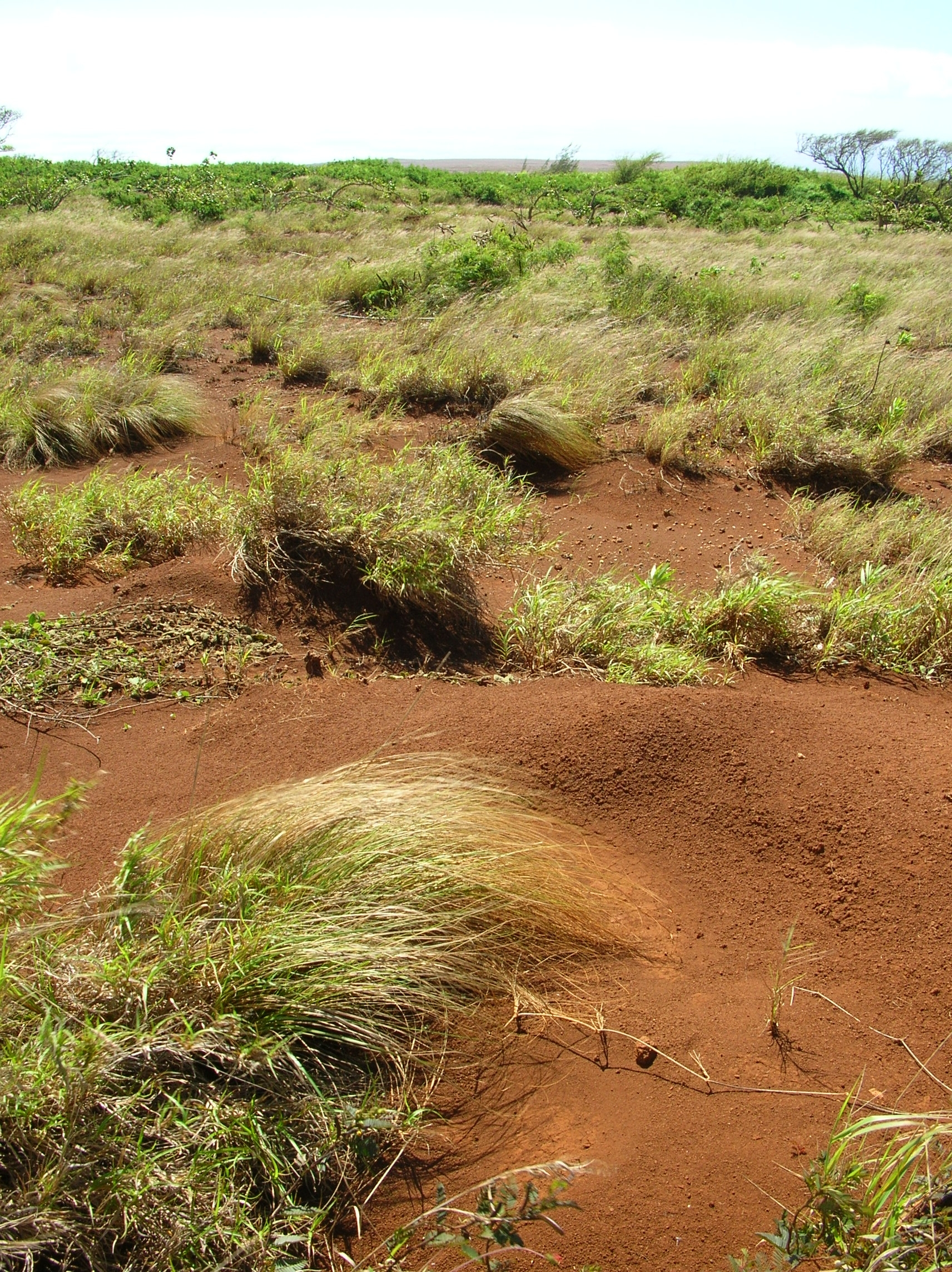
En su hábitat

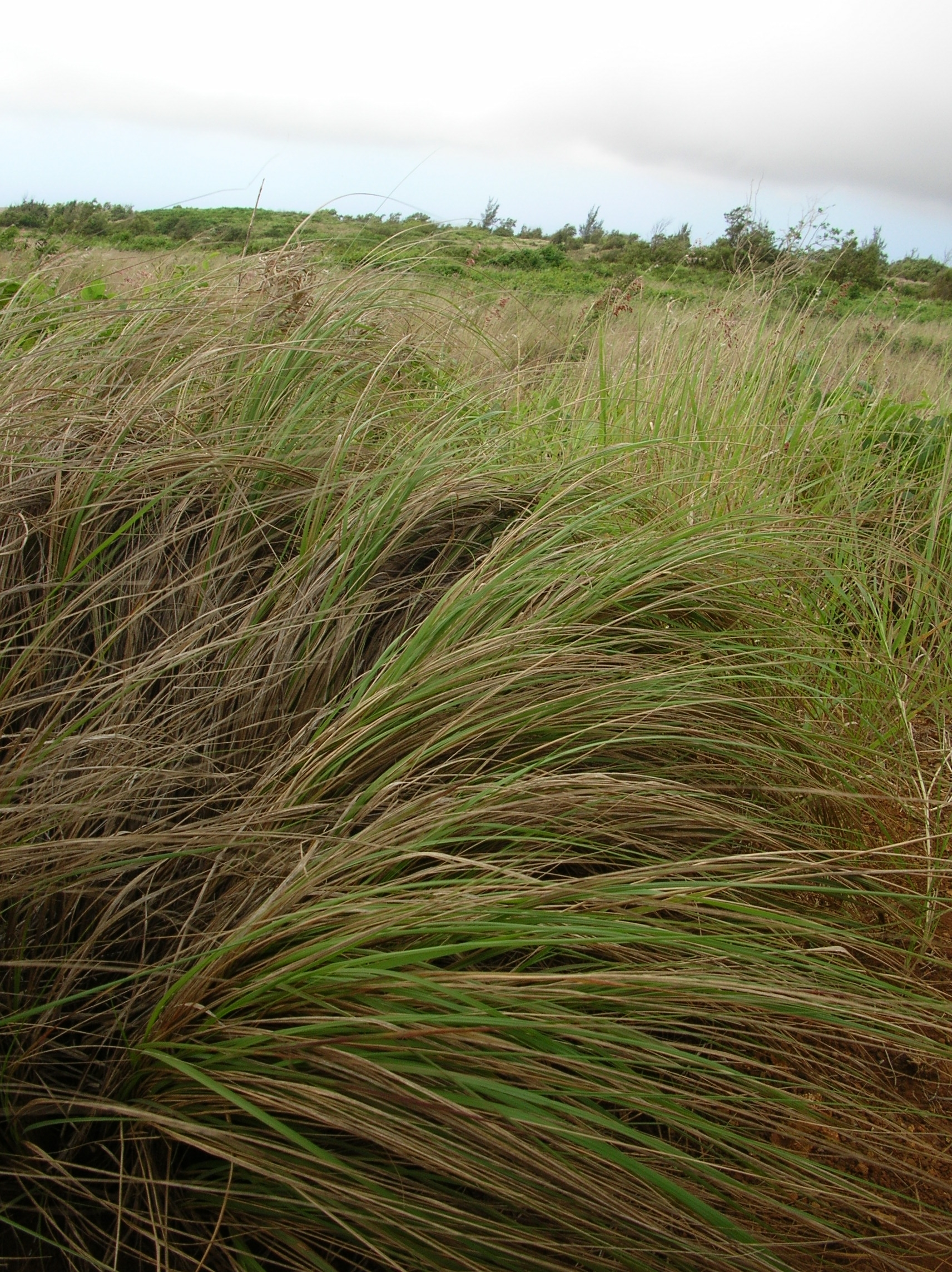
Vista de la planta

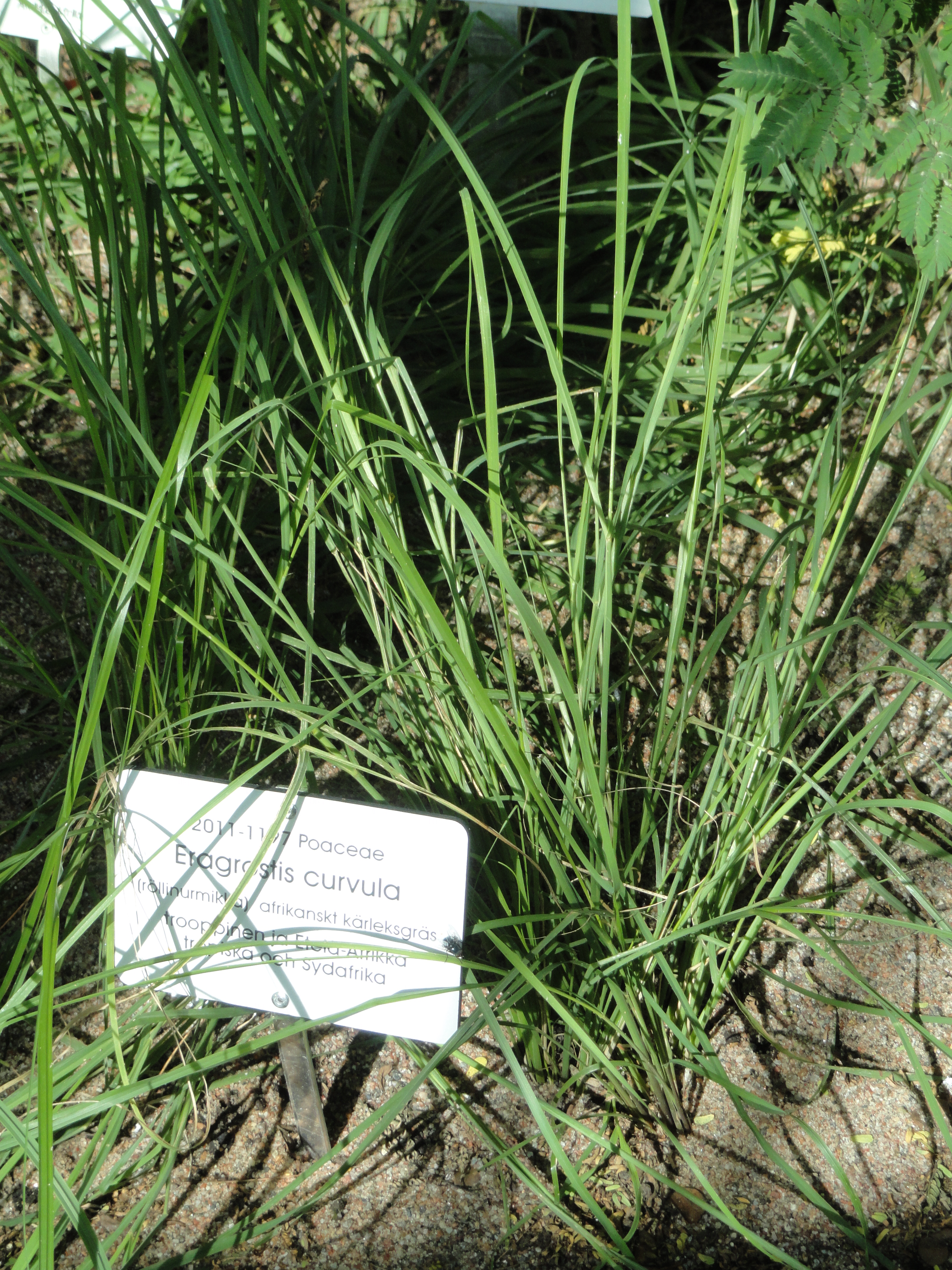
Detalle

## Distribución y hábitat
Es originaria de sureste de África, aunque está naturalizada en Argentina, Australia y el sur de Estados Unidos. En España se puede encontrar en las Islas Canarias.  

## Descripción
Es una especie poliploide, con una ruta fotosintética C4,  planta herbácea, perenne que llega a alcanzar una altura de 1.9 metros, que forma macollas. La raíz es fasciculada, con espolones, llega a los 4 metros de profundidad y a abarcar un radio de 3 metros. El tallo es erecto, cilíndrico y lampiño. Las hojas están concentradas en la base, son perennes, alternas, lineales y de con borde liso, la lígula se distingue por tener una línea de pelos. Las inflorescencias son de tipo panícula de 9- con espiguillas de color verde-grisáceo, con una flor por inflorescencia, protegida por brácteas sin aristas. Se multiplica principalmente por semillas y en menor medida por estolones.

## Características
Esta especie es muy invasiva. Su establecimiento fácil, lo que hace que junto con la profundidad de las raíces sea una planta apta para combatir la erosión y fijar suelos. Es resistente al fuego y al pastoreo, por lo que es recomendable para su uso como especie forrajera.

## Requerimientos ambientales
- Temperatura: Óptimo 17-32 ⁰C, esta especie es resistente a las heladas.
- Suelo: Preferiblemente franco-arenoso, bien drenado, con un pH entre 7 y 8.5 es una especie tolerante a la salinidad.
- Altitud: Se desarrolla entre 0 y 3.500 metros.
- Pluviometría: Un mínimo de 300 mm, es resistente a la sequía pero no a las inundaciones prolongadas.
- Fotoperíodo, no influye en la floración.
- Tolerancia media a la sombra

## Interés forrajero
Esta especies es utilizada como planta forrajera para el ganado autóctono africano por su adaptación al medio, su buena palatabilidad, mayor cuando está verde, y porque proporciona un buen heno.
Los rendimientos de los cultivares mejoran con fertilización de nitrógeno y potasio, lo que puede hacer que se triplique la producción.
Se puede asociar con Vicia dasycarpa para la producción de forraje de buena calidad. Su producción en base seca oscila entre 5000 a 7000 kg/ha.

### Características
Proteína bruta:
- Primavera: 17.5%.
- Verano-Invierno: 6.25 – 9.4%.

Materia seca
- Malas condiciones: 3 - 10 t/ha año.
- Buenas condiciones: 20 - 30 t/ha año.

### Variedades
- Robusta azul suraficano: de rendimiento mayor.

- Morpa: la más apetecible, mayor producción en el animal.

- Renner: apetecible, permanece verde durante las sequía y el calor.

## Taxonomía
Eragrostis curvula fue descrita por (Schrad.) Nees  y publicado en Florae Africae Australioris Illustrationes Monographicae 397. 1841.
Etimología
Eragrostis: nombre genérico que deriva del griego, eros (amor) o era (tierra) y agrostis (hierba), probablemente en alusión a la característica, terrenal (humana) del aroma femenino de las inflorescencias de muchas de sus especies. Menos descriptivas son las interpretaciones publicadas que incluyen  espiguillas bailando con gracia, bastantes espiguillas y "significado del nombre de dudoso".
curvula: epíteto latíno
Sinonimia
- Eragrostis chloromelas Steud.
- Eragrostis filiformis (Thunb.) Nees
- Eragrostis huillensis Rendle
- Eragrostis jeffreysii Hack.
- Eragrostis lehmanniana var. ampla Stapf
- Eragrostis poa Stapf
- Eragrostis procerior Rendle
- Eragrostis pubiculmis Jedwabn.
- Eragrostis robusta Stent
- Eragrostis subulata Nees
- Eragrostis thunbergiana Steud.
- Eragrostis thunbergiana var. atrata Schweinf.
- Eragrostis valida Stent
- Poa atrovirens Nees
- Poa capensis Steud.
- Poa curvula Schrad.
- Poa filiformis Thunb.[3]